# Pelèndons
Els pelèndons (llatí: Pellendones) foren un poble celtiber de la Tarraconense, a les fonts del Duero i l'Ebre, a l'est dels arevacs. Sota els romans van quedar dins el convent jurídic de Clúnia. Estaven dividits en quatre tribus i una de les seves ciutats fou Numància (Numantia) inicialment, i que, més tard, després de pertànyer als arevacs, van recuperar en època romana. Altres ciutats foren Visontium (Vinuesa), Olibia, Varia, Lutia (potser Cantalucía), Savia i Augustobriga (Muro de Ágreda).
Eren un poble ramader, que feien transhumància a les terres baixes de la vall de l'Ebre. Els arevacs els van arraconar a les parts més altes del sistema Ibèric. A la part nord de la província de Sòria s'han trobat els anomenats castres cèltics que probablement són d'origen pelendó. S'han trobat certes semblances amb els belendes de la vall de l'Arieja a França.

## Orígens
Sembla que tenien un origen de barreja il·líria i cèltica, els pelèndons emigrats a la península hispànica al voltant del segle VI aC i es creu que estaven relacionats amb els belendi de la vall Arieja a la Gàl·lia. Parlaven l'idioma 'q-cèltic'.